# Comitatul Brown, Wisconsin
Comitatul Brown, conform originalului din engleză,  Brown  County, este unul din cele 72 comitate ale statului american  Wisconsin.  Sediul comitatului este localitatea Green Bay. Conform recensământului din anul 2000, populația sa a fost 226.778 de locuitori.

## Demografie
|  | Graficele sunt indisponibile din cauza unor probleme tehnice. Mai multe informații se găsesc la Phabricator și la wiki-ul MediaWiki. |

Date: Wikidata - grafică realizată de Wikipedia